# Tartàs
Tartàs (en francès Tartas) és un municipi francès situat al departament de les Landes i a la regió de la Nova Aquitània.

## Demografia
| 1962                                       | 1968  | 1975  | 1982  | 1990  | 1999  | 2007  |
| ------------------------------------------ | ----- | ----- | ----- | ----- | ----- | ----- |
| 2.950                                      | 2.952 | 3.078 | 2.958 | 2.769 | 2.843 | 2.891 |
| Des de 1962: població sense dobles comptes |       |       |       |       |       |       |

## Administració
| Període   | Identitat               | Partit |
| --------- | ----------------------- | ------ |
| 2001-2008 | Marcel Estival          | PS     |
| 2008-     | Jean-François Broqueres | PS     |